# The Gits (polski zespół muzyczny)
The Gits – polski zespół grający muzykę z nurtu Oi!. Powstał jesienią 1992 w Lublinie pod nazwą Surowa Generacja. W roku 1998 po wielu zawiłych losach grupy (skład zespołu zmienia się dość, bardzo często – osobami na stałe tworzącymi grupę są jedynie bracia Patyk powszechnie znani jako dość prawicowi ) zmienia ona nazwę na The Gits.
Według Stowarzyszenia „Nigdy Więcej”  bracia Patyk wyemigrowali do Wielkiej Brytanii, zakładając tam grupę Frontline Soldiers, zaś lider The Gits popełnił samobójstwo w 2010 roku. Cały zespołu był źle odbierany przez środowiska, anarchistyczne,lewicowe, wolnościowe,punki, antyrasistowskie 

## Aktualny skład
- Patyk – wokal
- Młody Patyk – wokal, gitara basowa
- Krawat – wokal, gitara
- K.F. – perkusja

## Dyskografia

### Surowa generacja
- 1996 – Skinheads VA MC (wytwórnia: Fan Polska)
- 1996 – Wojownicy Ulicy MC (wytwórnia: Fan Polska)
- 1997 – Rock przeciwko komunizmowi VA MC (wytwórnia: Hard Polska)
- 1998 – We Will Never Die! vol. 1 VA CD (wytwórnia: Nordisc Holandia)
- 1998 – Nie Jesteś Jednym Z Nas MC (wytwórnia: Fan Polska)

### The Gits
- 1999 – We Will Never Die! vol. 2 VA CD [wytwórnia: Nordisc Holandia]
- 2000 – Never Say Die! vol. 2 VA CD [wytwórnia: Sick Mind Holandia]
- 2000 – East Side Stories CD [wytwórnia: Nordisc Holandia]
- 2000 – Chuligański Trud MC [wytwórnia: Fan Polska]
- 2002 – Papierowa Dziewczyna MC [wytwórnia: NSR Polska]
- 2002 – Gits & Guts CD [wytwórnia: Nordisc Holandia]
- 2002 – Papierowa Dziewczyna Vinyl [wytwórnia: Canden Town/Bords De Seine – Hiszpania/Francja]
- 2003 – As Pure As Vodka CD (wytwórnia: RAC USA)
- 2003 – Tak Czyste Jak Polska Wódka MC [wytwórnia: Odłam Skiny Polska]
- 2004 – Polish your boots (Retaliator & The Gits) CD [wytwórnia: Strong Survive Records]
- 2004 – Holiday In Majdanek – CD [wytwórnia: Strong Survive Records]
- 2004 – Holiday In Majdanek – MC [wytwórnia: Olifant Records]
- 2004 – Muzyka dla elity (The Gits & Sztorm 68) – CD [wytwórnia: Olifant Records]
- 2004 – V/A – Muzyka Ulicy – Muzyka Dla Mas vol.1 – CD [wytwórnia: Olifant Records] (Muzyka ulicy muzyka dla mas)[2][3][4]
- 2006 – V/A – Muzyka Ulicy – Muzyka Dla Mas vol.2 – CD [wytwórnia: Olifant Records] (Muzyka ulicy muzyka dla mas)[5][6][7]
- 2006 – Polska gola! – CD [wytwórnia: Olifant Records]
- 2007 – Contra Boys – Od kołyski aż po grób
- 2009 – From the east... to the west (Kill, Baby Kill, Kill! & The Gits) – CD [wytwórnia: Strong Survive Records]
- 2009 – Oi! Pro patria (split All Bandits/Gits) EP 5 kolorów [Olifant Rec]\
- 2012 – Polska gol vol. 2[8][9][10]
- 2014 – Kwiaty dla Anki – EP 5 kolorów [Hostile Class Production- USA] (ponad 200 szt. zostało zarekwirowane przez polskie organy ścigania, powody nie są znane)[potrzebny przypis]
- 2014 – V/A – Muzyka Ulicy – Muzyka Dla Mas vol.3 – CD [wytwórnia: Olifant Records] (Muzyka ulicy muzyka dla mas)[11][12]